# Aeroportul Retalhuleu
Aeroportul Retalhuleu (IATA: RER, ICAO: MGRT) este un aeroport din Retalhuleu⁠(d), Retalhuleu Department⁠(d), Guatemala. Aeroportul a fost tranzitat în 2014 de 12.530 de pasageri.
Situat la o altitudine de 200 m, aeroportul dispune de 1 pistă. Este operat de Guatemalan Air Force⁠(d).

## Infrastructură

### Piste
Aeroportul dispune de o singură pistă. Pista are orientarea 04/22. 